# Thee Sacred Souls
Thee Sacred Souls é um trio americano de soul, formado em abril de 2019, na cidade de San Diego, Califórnia, pelo baixista Sal Samano, o baterista Alex Garcia e o vocalista Josh Lane . 

## Formação
No ano de 2018, ambos ainda tocando em bandas diferentes e fazendo shows improvisados, Alex Garcia, natural de Chula Vista, Califórnia, e Sal Samano, de Imperial Beach, Califórnia, se conheceram através da rede social Instagram, depois que Alex realizou uma publicação de um videoclipe instrumental que viria a se tornar “Can I Call You Rose?”, quando começaram a conversar e concordaram de realizar uma jam session  .
Josh Lane, que acabara de se mudar para San Diego, Califórnia, em busca de uma carreira musical, também pela rede social, ficou interessado nas músicas que Alex publicava, e também concordou em participar de uma dessas sessões com a dupla. Assim eles desenvolveram, em aproximadamente 30 minutos, grande parte da canção baseada na demo do baterista .
Mais músicas foram compostas e os amigos dos integrantes da banda compartilharam o material com Gabriel Roth, chefe e produtor da gravadora Daptone Records, que entrou em contato com o trio e esteve presente na apresentação realizada algumas semanas depois das primeiras conversas com a banda em um bar em Fullerton, Califórnia, que gostou muito do espetáculo e prontamente ofereceu aos três uma oportunidade para gravarem um disco .
Os trabalhos do álbum de estreia homônimo da banda começou em 2019 e foi finalizado em 2022 .